# 왓따
왓따는 롯데웰푸드에서 생산 및 제조하는 츄잉껌이다.

## 주요 모습
포장은 길쭉한 포장에 왓따라고 적혀있으며 옆에 ○○맛이라고 적혀있다. 왼쪽 맨 윗부분에 영어로 lotte라고 적혀있는데 그것은 롯데제과 및 롯데를 상징하는 로고다.

## 같이 보기
- 롯데제과
- 자일리톨
- 껌
- 후라보노
- 스피아민트
- 이브껌
- 바둑껌
- ID (껌)
- 츄잉껌
- 풍선껌
- 사탕
- 젤리